# Davide Pagliarani
Davide Pagliarani (ur. 25 października 1970 w Rimini) – włoski ksiądz katolicki. Członek tradycjonalistycznego Bractwa Kapłańskiego Świętego Piusa X, a od 11 lipca 2018 przełożony generalny tego zgromadzenia.

## Życiorys
W 1989 wstąpił do seminarium Świętego Proboszcza z Ars (Saint-Curé-d'Ars) w Flavigny-sur-Ozerain, a następnie w 1996 został wyświęcony na kapłana; święceń udzielił mu biskup Bernard Fellay.
Przez siedem lat prowadził apostolat w Rimini, a następnie w Singapurze. W 2006 został wybrany przełożonym włoskiego dystryktu Bractwa. Funkcję tę pełnił do 2012. W tym samym roku został mianowany rektorem seminarium pw. Najświętszej Maryi Panny Współodkupicielki (Notre Dame Corédemptrice) w Moreno w Argentynie, gdzie zastąpił na stanowisku biskupa Alfonsa de Galarretę.
11 lipca 2018, podczas czwartej kapituły generalnej Bractwa Św. Piusa X, ks. Dawid Pagliarani FSSPX został wybrany nowym przełożonym generalnym na dwunastoletnią kadencję.
Według korespondenta „Le Figaro”, Jean-Marie Guénois nowy przełożony generalny jest przeciwny zbliżeniu z Rzymem, do którego dążył dotychczasowy przełożony Bractwa, bp Bernard Fellay.